# Susanne Petry
Susanne Petry (Freesing, 1973) è una modella tedesca.

## Biografia
Vincitrice del titolo di Miss Germania 1990, nello stesso anno fu incoronata anche Miss Europa, ma venne squalificata poco tempo dopo l'incoronazione e sostituita dalla seconda classificata, la greca Katerina Michalopoulou. In seguito la Petry partecipò a Miss Mondo 1991 e vinse il titolo di Miss Intercontinental 1992. Nella prima metà degli anni novanta ha pubblicato numerosi corsi di aerobica in VHS per il mercato tedesco.